# Paula Weishoff
Paula Jo Weishoff, född 1 maj 1962 i Hollywood i Kalifornien, är en amerikansk volleybollspelare och -tränare.
Weishoff tog silver vid OS 1984 och brons OS 1988. Hon tog även brons vid VM 1982 och vann två guld vid nordamerikanska mästerskapet. Efter att hon avslutade sin spelarkarriär har hon haft fler tränaruppdrag, bland annat för universitetslagen Concordia Golden Eagles och UC Irvine Anteaters samt som biträdande förbundskapten för USA:s damlandslag i volleyboll. Hon är sedan 2024 biträdande tränare för LOVB Houston.